# Goniothalamus rostellatus
Goniothalamus rostellatus är en kirimojaväxtart som beskrevs av Mat-salleh. Goniothalamus rostellatus ingår i släktet Goniothalamus och familjen kirimojaväxter. Inga underarter finns listade i Catalogue of Life.